# Cyclocephala sexpunctata
Cyclocephala sexpunctata är en skalbaggsart som beskrevs av François Louis Nompar de Caumont de Laporte 1840. Cyclocephala sexpunctata ingår i släktet Cyclocephala och familjen Dynastidae. Inga underarter finns listade i Catalogue of Life.